# 화무로
화무로(Hwamu-ro)는 경상북도 영양군 석보면 화매삼거리에서 영양군 영양읍 무창삼거리 잇는 경상북도의 도로이다. 

## 주요 경유지
경상북도
- 영양군 (석보면 . 영양읍)

## 노선
| 이름       | 접속 노선                     | 소재지 | 소재지 | 비고 |
| ---------- | ----------------------------- | ------ | ------ | ---- |
| 화매삼거리 | 지방도 제911호선 (석보로)     | 영양군 | 석보면 |      |
| 삼의교     |                               | 영양군 | 석보면 |      |
| 삼의2교    |                               | 영양군 | 석보면 |      |
| 무창2교    |                               | 영양군 | 영양읍 |      |
| 무창1교    |                               | 영양군 | 영양읍 |      |
| 무창삼거리 | 지방도 제917호선 (영양창수로) | 영양군 | 영양읍 |      |